# Buchanan Highway
Buchanan Highway – część drogi krajowej nr 80, o długości 401 km, w Australii, na obszarze Terytorium Północnego. Droga łączy miejscowość Timber Creek, przy skrzyżowaniu z drogą krajową Victoria Highway, z drogą Stuart Highway w osadzie Dunmarra, ok. 20 km na południe od  miejscowości Daly Waters. W 
Top Springs krzyżuje się z drogą krajową nr 96, Buntine Highway. Droga przebiega na obrzeżach parku narodowego Gregory.